# 佩萊蘭山
46°29′49″N 6°49′09″E / 46.49694°N 6.81917°E

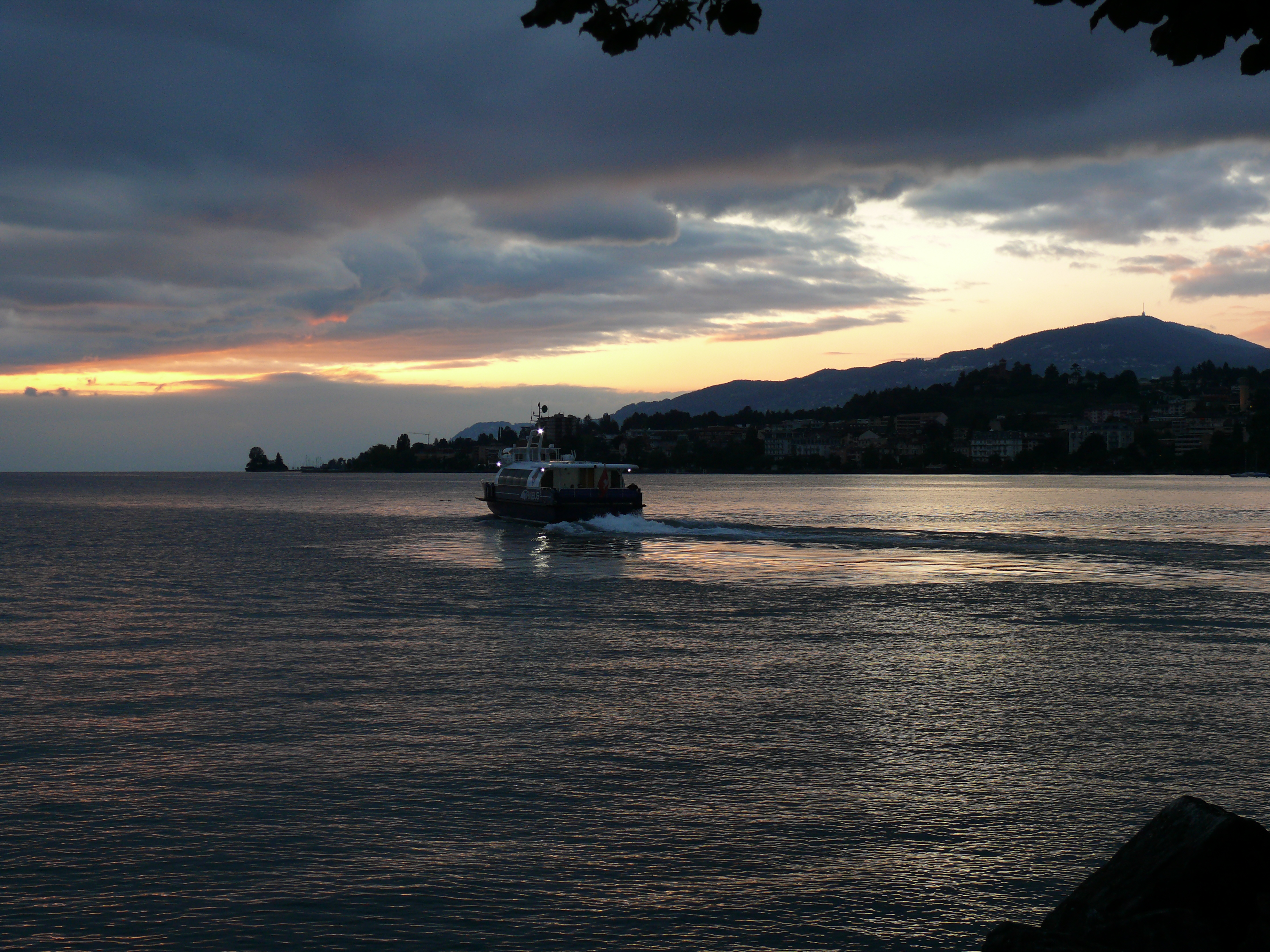

佩萊蘭山（Mont Pèlerin），是瑞士的山峰，位於該國西部，由沃州負責管轄，屬於瑞士高原的一部分，俯瞰萊芒湖，海拔高度1,080米，每年平均降雨量1,674毫米。